# Ypsilon1 Hydrae
Ypsilon¹ Hydrae (Zhang, υ¹ Hya) – gwiazda w gwiazdozbiorze Hydry. Jest odległa od Słońca o około 101 lat świetlnych.

## Nazwa
Gwiazda ta ma nazwę własną Zhang, która pochodzi z tradycji chińskiej (chiń. 张; pinyin Zhāng). Chińczycy widzieli w tym fragmencie nieba 26. stację księżycową, wyobrażającą wyciągniętą sieć (przypuszczalnie do chwytania ptaków) albo łuk łucznika. Międzynarodowa Unia Astronomiczna w 2017 roku formalnie zatwierdziła użycie nazwy Zhang dla określenia tej gwiazdy.

## Charakterystyka
Zhang ma obserwowaną wielkość gwiazdową 4,11m. Jest to żółty olbrzym należący do typu widmowego G7. Jego masa jest oceniana na 3,44 razy większą niż masa Słońca.
W 2005 roku metodą analizy zmian prędkości radialnej odkryto towarzysza tej gwiazdy, brązowego karła o masie minimalnej 55 MJ. Okrąża on gwiazdę po ekscentrycznej orbicie o półosi wielkiej długości 3,9 au, w czasie ocenianym na 1500 dni.